# Žatec (ort i Tjeckien, Vysočina)
Žatec är en ort i Tjeckien.   Den ligger i regionen Vysočina, i den centrala delen av landet, 130 km sydost om huvudstaden Prag. Žatec ligger 535 meter över havet och antalet invånare är 110.
Terrängen runt Žatec är huvudsakligen lite kuperad. Žatec ligger nere i en dal. Runt Žatec är det ganska tätbefolkat, med 65 invånare per kvadratkilometer. Närmaste större samhälle är Telč, 4,8 km sydväst om Žatec. I omgivningarna runt Žatec växer i huvudsak blandskog.